# Solanum aligerum
Solanum aligerum är en potatisväxtart som beskrevs av Diederich Franz Leonhard von Schlechtendal.
Solanum aligerum ingår i släktet skattor som ingår i familjen potatisväxter. Inga underarter finns listade i Catalogue of Life.